# Neckera hawaiico-pennata
Neckera hawaiico-pennata là một loài rêu trong họ Neckeraceae. Loài này được Müll. Hal. mô tả khoa học đầu tiên năm 1896.